# Adoretosoma elegans
Adoretosoma elegans är en skalbaggsart som beskrevs av Blanchard 1851. Adoretosoma elegans ingår i släktet Adoretosoma och familjen Rutelidae. Inga underarter finns listade i Catalogue of Life.